# Cerastis arctica
Cerastis arctica là một loài bướm đêm trong họ Noctuidae.